# Acronicta rosea
Acronicta rosea là một loài bướm đêm trong họ Noctuidae.